# Berner Group
Die Berner Group Holding SE & Co. KG ist die operative Konzernobergesellschaft der Berner-Group, einer europaweit tätigen Unternehmensgruppe, die mit Befestigungs- und Montagetechnik für das Bau- und Metallhandwerk sowie für das Kraftfahrzeughandwerk handelt. Diese Holding befindet sich vollständig im Besitz der B.yond SE (vormals: Berner SE), die sich wiederum vollständig im Besitz der Familie Berner befindet. Der Hauptsitz beider Unternehmen befindet sich in Künzelsau.

Stammsitz in Künzelsau-Garnberg (2024)

## Geschichte
Das Unternehmen wurde am 1. April 1957 von Albert Berner im hohenlohischen Künzelsau als Schraubenhandlung gegründet. Bereits 1959 arbeiteten 15 Mitarbeiter für Berner. 1961 wurde die erste Umsatzmillion erarbeitet. In den Jahren 1963 bis 1972 wurde der damalige Unternehmensstammsitz in Künzelsau mit einer Gesamtfläche von 5.800 m² errichtet. Der Berner-Nylondübel wurde 1966 entwickelt.
1972 gründete Berner die BTI Befestigungstechnik GmbH als Tochterunternehmen. Gemeinsam mit Hsin-Ho wurde 1976 eine Fabrik für Schrauben- und Befestigungstechnik in Taiwan übernommen. Die Hsin Ho Hardware Co. Ltd. wurde später vollständig übernommen. 1983 wurde die Berner-Holding gegründet, in der alle Aktivitäten der Gruppe zusammengefasst wurden. Im Jahr 1989 zog das Unternehmen in seinen neuen Stammsitz in Künzelsau-Garnberg. Im Jahr 2016 erfolgte ein Teilumzug der Holding nach Köln.

## Profil
Zu den Kunden gehören sowohl regionale Handwerksbetriebe als auch internationale Großkonzerne. War das Produkt-Programm zu Beginn noch auf Befestigungsteile beschränkt, ergänzten später weitere Artikelgruppen wie Werkzeuge, Werkstattausrüstungen und Chemieprodukte das Angebot. Beliefert werden freie Werkstätten, Vertragswerkstätten, Händler, Hersteller, Karosserie- und Lackierbetriebe, Speditionen, Schreinereien, Zimmereien, Dackdeckereien, Installationsbetriebe, Metall- und Stahlbauer, Schlossereien sowie Industrieunternehmen.
Angeboten wird ein Kleinteilesortiment von über 100.000 Produkten für professionelle Anwender aus den Bereichen DIN- und Normteile, chemisch-technische Produkte, Werkzeuge, Werkstattausrüstungen, Ordnungs- und Bevorratungssysteme, Direktmontagesysteme, Bohrtechnik, Diamanttechnik, Dübeltechnik, Montage- und Isoliersysteme für Heizung, Sanitär und Elektro sowie Arbeits- und Schutzkleidung.

## Internationalisierung
Die ersten Auslandsgesellschaften wurden ab 1969 in Österreich, Belgien, Frankreich und der Schweiz gegründet. Ab 1974 kamen Landesgesellschaften in Dänemark, Italien und den Niederlanden hinzu. Die Auslandsexpansion wurde ab 1990 in Norwegen, Schweden, Großbritannien, Ungarn, Tschechien, Luxemburg, Portugal und Spanien fortgesetzt. Im Jahr 2001 wurde die französische SPAFAX S.A. (heute: Berner S.A.R.L.) übernommen, einem Unternehmen, das Werkzeuge im Direktvertrieb anbot. Bis 2006 wurde die Internationalisierung mit neuen Gesellschaften fortgesetzt, u. a. Lettland, Litauen und in der Slowakei.

## Entwicklung
Ab 2002 konnte sich Berner zunächst mit 50 % am Chemieunternehmen WIGO-Caramba beteiligen. Dieser Anteil konnte 2006 auf 100 % ausgebaut werden, nachdem der Mitgesellschafter Bernd Gozdowski seinen Anteil verkaufte.

## Umsatzverteilung nach Branchen
(Geschäftsjahr 1. April 2023 bis 31. März 2024 lt. Bundesanzeiger)

### Branchen
- KFZ --- 435,4 Mio. Euro
- Bau --- 607,8 Mio. Euro
- Chemie --- 72,4 Mio. Euro
- Sonst. --- 60,7 Mio. Euro

### Regionen
- Inland --- 308,3 Mio. Euro
- EU ohne D --- 780,2 Mio. Euro
- Übriges Europa --- 86,5 Mio. Euro
- Rest der Welt --- 1,3 Mio. Euro

## Konzernstruktur
Die B.yond SE ist die (Familien-)Holding, der die Berner Group Holding SE & Co. KG und die Airtrans Flugzeugvermietungs GmbH gehören. In der Berner Group Holding sind alle in- und ausländischen Handelsaktivitäten zusammengefasst. Ebenfalls zur Berner Group Holding gehört die Produktion in Taiwan (Hsin Ho), die BTI Befestigungstechnik GmbH und die chemischen Fabriken der Caramba/Wigo-Gruppe, ebenso wie das französische Tochterunternehmen (ex Spafax).
2007 wurde über BTI die Firma Krähe, ein Spezialversender von Berufskleidung erworben und 2014 wieder verkauft.
Der Betriebsausstatter Udo Bär aus Duisburg wurde 2010 ebenfalls über BTI gekauft und 2017 wieder verkauft.